# Филановская, Тэма Григорьевна
Тэма Григорьевна Филановская (7 августа 1915, Петропавловск, Северо-Казахстанская область — 13 декабря 1994, Екатеринбург) — советская шахматистка. Многократная чемпионка РСФСР по шахматам среди женщин (1951, 1954, 1955).

## Биография
Родилась в 1915 году в г. Петропавловске. В 1920-е годы переехала с семьей в Свердловск. Работала инженером-экономистом, была членом спортивного общества «Искра». Во время Великой Отечественной войны ухаживала за ранеными в госпиталях Свердловска и давала шахматные сеансы.
Неоднократная чемпионка города Свердловска (1939, 1949, 1959, 1961), Свердловской области (1939, 1960, 1964) и РСФСР по шахматам среди женщин (1951, 1954—55). С 1946 по 1962 год девять раз участвовала в чемпионатах СССР по шахматам среди женщин. Двукратная победительница первенств СССР между командами союзных республик по шахматам (1951, 1955).
На пенсии занималась преподаванием шахмат в доме творчества ЦПКиО им. Маяковского.
Скончалась в 1994 году. Похоронена на Северном кладбище в Екатеринбурге.

## Результаты в чемпионатах СССР по шахматам среди женщин
- Чемпионат СССР по шахматам среди женщин 1946/1947 — 9 место.
- Чемпионат СССР по шахматам среди женщин 1951 — 15—17 место.
- Чемпионат СССР по шахматам среди женщин 1952 — 10—12 место.
- Чемпионат СССР по шахматам среди женщин 1953 — 11—12 место.
- Чемпионат СССР по шахматам среди женщин 1955 — 13—15 место.
- Чемпионат СССР по шахматам среди женщин 1957 — 17—18 место.
- Чемпионат СССР по шахматам среди женщин 1958 — 14—16 место.
- Чемпионат СССР по шахматам среди женщин 1960 — 16 место.
- Чемпионат СССР по шахматам среди женщин 1962 (декабрь) — 17—18 место.

## Фотографии

Чемпионат 1952 г. в Тбилиси. Т.Г. Филановская - пятая во 2 ряду

Чемпионат 1958 г. в Харькове. Т.Г. Филановская - крайняя справа в последнем ряду